# Dawid Komitopul
Dawid Komitopul (bułg. Давид, Dawid) – wielmoża bułgarski, aktywny w drugiej połowie X wieku. Najstarszy z czterech synów komity Mikołaja i Ripsymii. Po upadku państwa bułgarskiego w 969 roku twórca, wraz z braćmi, państwa obejmującego zachodnie prowincje bułgarskie, którym współrządził do śmierci w 976 roku.

## Pochodzenie Dawida
Dawid był najstarszym z czterech synów komity Mikołaja, potężnego możnowładcy z czasów cara Piotra I (927–969), i jego żony Ripsymii. Ojciec Dawida zarządzał w imieniu cara jedną z zachodnich prowincji państwa ze stolicą w Sredcu lub, co bardziej prawdopodobne, z centrum w rejonie jezior macedońskich. Matka Dawida była armeńską arystokratką, to ona nadała synom biblijne imiona: Dawid, Mojżesz, Aaron i Samuel. Ze względu na tytuł ojca synów nazywano Komitopulami (młodymi komitami). Pochodzenie rodziców Dawida jest niejasne, a świadectwa na ten temat nie są jednoznaczne. Stefan z Taron, współczesny im historyk armeński, twierdzi, że Komitopulowie pochodzili z Armenii, jego informacje na ich temat roją się jednak od błędów. Z kolei N. M. Błagoew utrzymuje, że zarówno Mikołaj jak i Ripsymia byli Bułgarami, przy czym Ripsymia miałaby być córką cara Symeona I.

### Genealogia
|  |  |                         |                         |                                   |                                   |                             |                             |                                          |                                          |  |  |
|  |  | komita Mikołaj          | komita Mikołaj          | komita Mikołaj                    | komita Mikołaj                    | Ripsymia                    | Ripsymia                    | Ripsymia                                 | Ripsymia                                 |  |  |
|  |  |                         |                         |                                   |                                   |                             |                             |                                          |                                          |  |  |
|  |  |                         |                         |                                   |                                   |                             |                             |                                          |                                          |  |  |
|  |  |                         |                         |                                   |                                   |                             |                             |                                          |                                          |  |  |
|  |  | Dawid (panował 969–976) | Dawid (panował 969–976) | Mojżesz (panował 969–976 lub 977) | Mojżesz (panował 969–976 lub 977) | Aaron (panował 969–ok. 976) | Aaron (panował 969–ok. 976) | Samuel (panował 969–6 października 1014) | Samuel (panował 969–6 października 1014) |  |  |

## Utworzenie państwa

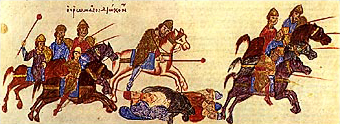
Zwycięstwo Jana Tzimiskesa nad wojskami Światosława

Początkowy okres działalności Dawida i jego braci jest bardzo słabo udokumentowany i stanowi pole rozmaitych spekulacji. Jedna z dawniejszych, dzisiaj już odrzuconych teorii przyjmowała, że Dawid wraz z braćmi Mojżeszem, Aaronem i Samuelem oderwali zachodnie prowincje państwa bułgarskiego jeszcze w 963 roku, tworząc własne niezależne carstwo zachodniobułgarskie. Obecnie przyjmuje się, że usamodzielnienie się Komitopulów nastąpiło w 969 roku. 30 stycznia 969 roku w trakcie najazdu księcia kijowskiego Światosława zmarł car bułgarski Piotr I. Jego następca Borys II nie zdołał powstrzymać najazdu Światosława, który zajął stolicę państwa Presław. Ostatecznie Borys uznał jego zwierzchnictwo. Działania wojenne najprawdopodobniej nie objęły zachodnich krańców państwa bułgarskiego, a przynajmniej brak o tym świadectw. Światosław zajęty ekspansją w kierunku Konstantynopola, nie był zainteresowany wojną na zachodzie. Wydaje się więc możliwe, że w tym czasie Dawid i jego bracia przejęli administrację na zachodnich krańcach państwa, które cieszyły się w tym czasie jakimś rodzajem niezależności. W 971 roku cesarz Jan I Tzimiskes rozpoczął kampanię przeciw Światosławowi i najpierw wyparł go z Presławia, a następnie obległ w Drystrze. Komitopulowie zachowali neutralność, a po zwycięstwie cesarza uznali jego zwierzchnią władzę nad zachodnią Bułgarią.
W wyniku kampanii Jana Tzimiskesa Bułgaria została wcielona do Bizancjum. Najbardziej na północ i zachód wysunięte garnizony bizantyńskie, stanowiące jednocześnie ośrodki bizantyńskich temów, zostały rozlokowane w Werroi, Wodenie i Strymonie. Wydaje się zatem, że położone dalej na zachód: Sredec, Nisz, Skopje i Ochryda nie zostały objęte okupacją wojskową, a Jan Tzimiskes zadowolił się uznaniem go przez braci Komitopulów za zwierzchniego władcę wszystkich ziem bułgarskich. Tymczasowo obie strony zaakceptowały to rozwiązanie – Tzimiskes z uwagi na prowadzoną na wschodzie wojnę z Arabami, a Dawid z braćmi, by zyskać czas na przygotowania do walki z Bizancjum.

## Organizacja wewnętrzna

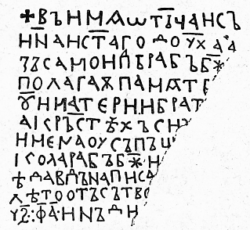
Inskrypcja Samuela

Nie wiadomo jak bracia zorganizowali swe państwo. Z pewnym przybliżeniem można też tylko określić jego zasięg. Niewątpliwie obejmowało część Macedonii Egejskiej z Mogleną i być może Wodeną, rejon jezior macedońskich z Ochrydą i Prespą, dalej na północ Prilep i Skopje. Wschodnią granicę stanowiła zapewne dolina Strumy, być może – chociaż to budzi dyskusję – że wraz ze Sredcem. Na ogół zgodnie przyjmuje się, że na podległych sobie ziemiach bracia utworzyli państwo federacyjne, rodzaj tetrarchii, w której każdy ze współwładców władał swoją dzielnicą. Nie istnieją żadne dane, które pozwalają stwierdzić jaki był rozkład dzielnic należących do braci. Sądząc według miejsca śmierci Dawida, przyjmuje się, że jego dzielnica obejmowała tereny na północ od Kastorii, przez Moglenę po rejon jezior macedońskich. Podobnie wychodząc od okoliczności śmierci Mojżesza i Aarona zakłada się, że stolicą dzielnicy pierwszego była Strumica, drugiego Sredec. Dzielnicę najmłodszego Samuela lokalizuje się w Macedonii Egejskiej, a jej stolicą mogła być Kastoria lub Wodena.
Na pochodzącej być może z XV wieku, liście carów bułgarskich zachowanej w Kodeksie Zographusa, znajduje się imię Dawida bezpośrednio przed jego bratem Samuelem. Uczeni zakwestionowali tę informację. Uważają obecnie, że pierwszym carem spośród Komitopulów był Samuel. Ci jednak którzy przyjmują istnienie niezależnego państwa bułgarskiego po 969 roku, sądzą, że dla zachowania jedności państwa bracia musieli uznawać zwierzchnictwo jednego spośród nich i że tym którego wyższość uznali był Dawid, już to z racji starszeństwa, już to ze względu na zarządzaną przez niego dzielnicę. W 973 roku zapewne szukając sprzymierzeńców przeciw Bizancjum Dawid wysłał posłów na dwór Ottona I. Stary cesarz przyjął w Kwedlinburgu posłów bułgarskich. Jednakże zmarł jeszcze w tym samym roku, a jego syn Otto II w następnych latach całą swą uwagę musiał skupić na walce z opozycją wewnętrzną.

## Śmierć
Tymczasem w styczniu 976 roku zmarł cesarz Jan Tzimiskes. Bracia Komitopulowie wywołali powstanie antybizantyńskie w Sredcu. Z Konstantynopola zbiegli car Borys i jego brat Roman. Borys zginął jednak w wyniku tragicznej pomyłki z rąk bułgarskich. Romanowi nie udało się przedostać do swoich. Dawid zginął w tym samym czasie, w połowie 976 roku, pomiędzy Kastorią a Prespą w lesie zwanym Piękny Gaj z rąk zbója wołoskiego. Przypuszcza się, że mogło to nastąpić w wyniku zabiegów Bizantyńczyków, którzy zajęci konfliktem wewnętrznym, musieli z niepokojem patrzeć na wzrost samodzielności Bułgarów.

## W pamięci potomnych
W 993 roku Samuel Komitopul uczcił pamięć brata Dawida inskrypcją na marmurowej płycie nagrobnej w miejscowości German w pobliżu Jeziora Prespańskiego:

W imię Ojca i Syna i Ducha Świętego, ja, Samuel, sługa Boży, czczę pamięć ojca, matki i brata na krzyżu tym.

Oto są imiona zmarłych: Mikołaj, sługa Boży, Ripsymia i Dawid.

W połowie XVIII wieku Paisij Chilendarski w Słowianobułgarskiej historii napisał: 

W czasach Bazylego Porfirogenety Bułgarzy wyzwolili się spod panowania Greków. Uczynili królem Dawida, syna Komistopoła, ale Dawid panował krótko, opuścił tron i przywdział habit zakonny. Tak zakończył swoje pobożne i świątobliwe życie. Kiedy zmarł, jego zwłoki nie uległy rozkładowi.

Jeszcze w XIX wieku M. Drinow uznawał w Dawidzie cara zakładając, że Paisij był w posiadaniu rękopisu Żywota świętego cara Dawida. Obecnie przyjmuje się raczej, że Paisij musiał natknąć się na wydaną w 1741 roku Stematografię Christofora Żerafowicza, w której znajdowała się rycina przedstawiająca Dawida podpisana: "Święty Dawid car bułgarski" i na tej podstawie oparł swój zapis.